# Distenia pilosa
Distenia pilosa är en skalbaggsart som beskrevs av Jean François Villiers 1959. Distenia pilosa ingår i släktet Distenia och familjen långhorningar. Inga underarter finns listade i Catalogue of Life.